# Lamborghini Silhouette
Lamborghini Silhouette - спортивний автомобіль, що виготовлявся компанією Lamborghini в 1976-1979 роках.

## Опис

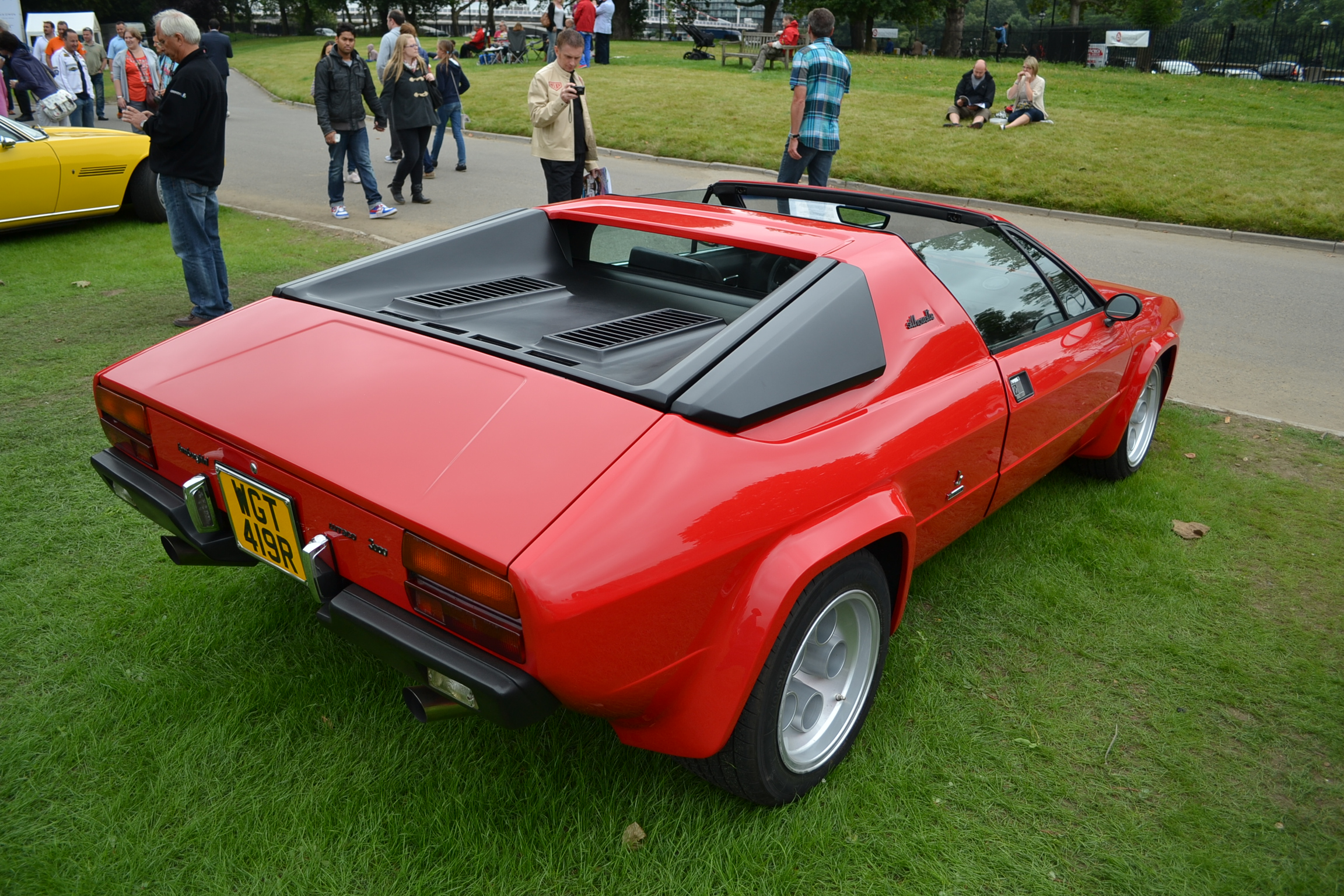

Дизайн автомобіля був розроблений компанією Bertone. Фактично, він був подібний до моделі Lamborghini Urraco, але відрізнявся певною незграбністю. Це перший автомобіль Ламборгіні зі знімним дахом (тарга).
Всього було випущено 52 автомобілі цієї моделі.

## Двигун
- 2,995.8 см3 Lamborghini V8 268.9 к.с. 275 Нм